# Hnačovský rybník
Hnačovský rybník leží 12 kilometrů jihovýchodně od Klatov u obce Hnačov. Rybník na Úslavě v katastrech Skránčice a Hnačov byl založen v roce 1613 a v současné době má plochu 68,38 hektarů. Po Kovčínském rybníku (104 ha) a Hořejším Padrťském rybníku (80,4 ha) je třetím největším rybníkem v Plzeňském kraji. V rybníku je možné se koupat a zároveň rybník slouží jako chovný. Přítokem je několik potoků v okolí a řeka Úslava.